# Que la fête commence
Que la fête commence is een Franse historische film uit 1975 onder regie van Bertrand Tavernier.
De film speelt zich af in het begin van de 18e eeuw tijdens de Régence en geeft een inkijk in het waargebeurde verhaal van de samenzwering van Pontcallec die als doel had regent Filips van Orléans (1674-1723) ten val te brengen.

## Verhaal
Koning Lodewijk XV, achterkleinzoon en opvolger van Lodewijk XIV, is amper vijf jaar en dus nog minderjarig als zijn overgrootvader overlijdt. Zijn grootoom Filips van Orléans wordt tot regent benoemd om het land te leiden. De regent staat bekend om zijn liederlijk leven maar voert ook een krachtdadige politiek. 
In Bretagne wakkert markies de Pontcallec de groeiende onvrede met het centraal gezag aan door een complot te smeden om de regent uit te schakelen en koning Filips V van Spanje, kleinzoon van Lodewijk XIV, op de troon te zetten. Hij hoopt op die manier Bretagne zijn onafhankelijkheid terug te geven met alle financiële voordelen van dien. 
Zijn tegenstander is kardinaal Guillaume Dubois, de raadsheer van de regent en een ambitieuze en meesterlijke manipulator. Hij oefent een stijgende invloed uit en wordt uiteindelijk de belangrijkste minister van de regent. Hij stelt zich tot doel korte metten te maken met de samenzwering en verliest daarbij zijn eigen ambities niet uit het oog.

## Rolverdeling
| Acteur               | Personage                                                            |
| -------------------- | -------------------------------------------------------------------- |
| Philippe Noiret      | Filips van Orléans (1674-1723), regent voor zijn achterneef Louis XV |
| Jean Rochefort       | Guillaume Dubois                                                     |
| Jean-Pierre Marielle | markies de Pontcallec                                                |
| Marina Vlady         | Marie-Madeleine de la Vieuville, markiezin de Parabère               |
| Christine Pascal     | Émilie                                                               |
| Alfred Adam          | François de Neufville de Villeroy, maarschalk van Frankrijk          |
| Jean-Roger Caussimon | kardinaal                                                            |
| Gérard Desarthe      | Lodewijk IV van Bourbon-Condé                                        |
| Michel Beaune        | kapitein La Griollais                                                |
| Monique Chaumette    | gouvernante van Pontcallec                                           |
| François Dyrek       | Montlouis                                                            |
| Jean-Paul Farré      | Burdo, geestelijke                                                   |
| Nicole Garcia        | Fillon                                                               |
| Raymond Girard       | Pierre Chirac                                                        |
| Jacques Hilling      | Gratellard, geestelijke                                              |
| Bernard La Jarrige   | Amaury de Lambilly                                                   |
| Monique Lejeune      | Madame de Sabran                                                     |
| Georges Riquier      | Brunet d'Ivry                                                        |
| Brigitte Roüan       | prostituee                                                           |
| Andrée Tainsy        | non                                                                  |
| Jean Amos            | politie-officier                                                     |
| Roland Amstutz       | koetsier van de regent                                               |
| Gilbert Bahon        | koetsier                                                             |
| Bruno Balp           | dienstknecht Leblanc                                                 |
| Michel Berto         | aalmoezenier van Lodewijk XV                                         |
| Richard Bigotini     | buur van de herberg                                                  |
| Michel Blanc         | kamerdienaar van Lodewijk XV                                         |
| Hélène Vincent       | de hertogin van Orléans                                              |
| Stéphane Bouy        | Nocé                                                                 |
| Liza Braconnier      | dienstmeid van Lodewijk XV                                           |
| Philippe Chauveau    | getuige in de herberg                                                |
| Christian Clavier    | dienaar van de herberg                                               |
| Marcel Dalio         | aristocraat die stikt tijdens de maaltijd                            |

## Prijzen en nominaties
| jaar | prijs | categorie                              | genomineerde(n)                  | uitslag     |
| ---- | ----- | -------------------------------------- | -------------------------------- | ----------- |
| 1976 | César | Beste film                             | Beste film                       | Genomineerd |
| 1976 | César | Beste regisseur                        | Bertrand Tavernier               | Gewonnen    |
| 1976 | César | Beste mannelijke bijrol                | Jean Rochefort                   | Gewonnen    |
| 1976 | César | Beste vrouwelijke bijrol               | Christine Pascal                 | Genomineerd |
| 1976 | César | Beste scenario, origineel of aangepast | Jean Aurenche Bertrand Tavernier | Gewonnen    |
| 1976 | César | Beste filmmuziek                       | Philippe d'Orléans               | Genomineerd |
| 1976 | César | Beste decor                            | Pierre Guffroy                   | Gewonnen    |